# 共和黨「摩爾多瓦之心」
共和黨「摩爾多瓦之心」（羅馬尼亞語：Partidul Republican „Inima Moldovei”, PRIM）是摩尔多瓦的一个政党，由前加告兹行政长官、2024年摩爾多瓦總統選舉候选人伊琳娜·弗拉赫成立，弗拉赫此前於2023年创立了无党派政治组织「摩爾多瓦平台」（羅馬尼亞語：Platforma Moldova）。共和黨「摩爾多瓦之心」自認為屬左翼保守派政黨，並主張外交中立。

## 歷史

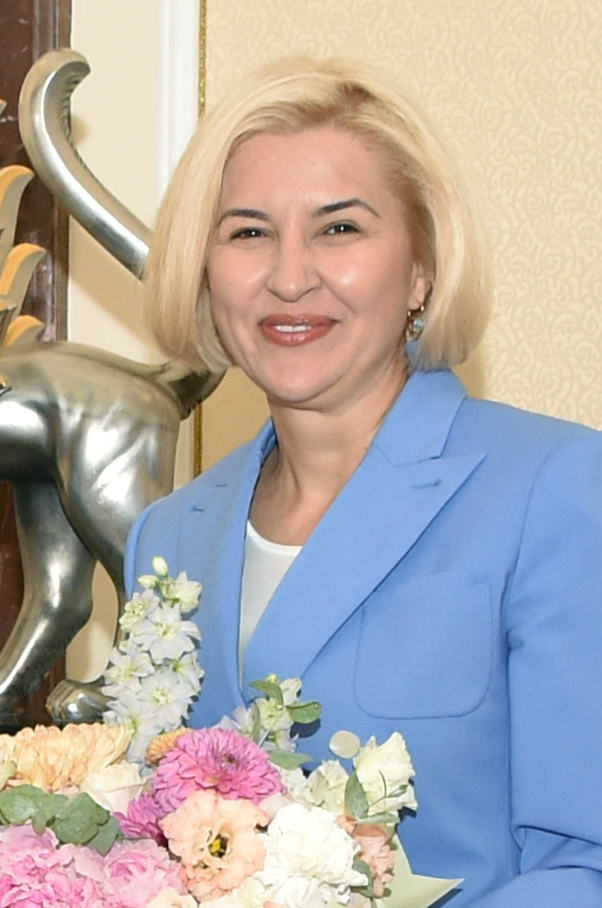
伊琳娜·弗拉赫自共和黨「摩爾多瓦之心」成立起一直領導共和黨「摩爾多瓦之心」，此前弗拉赫亦曾領導無黨派政治組織「摩爾多瓦平台」

### 背景
伊琳娜·弗拉赫的政治生涯始於摩尔多瓦共和国共产党人党。弗拉赫於2009年至2014年在国会中代表共产党人党，但於2014年脱离共产党人党的議會黨團，並指责黨團与当时的亲欧洲政党联盟勾结，後於2015年正式脱离共产党人党。
弗拉赫在摩爾多瓦共和國社會主義者黨的支持下赢得2015年加告兹行政长官选举，並以逾91%的破纪录得票率在2019年加告兹行政长官选举成功競逐連任。

### 摩爾多瓦平台
弗拉赫於2023年11月16日成立无党派政治组织“摩爾多瓦平台”。弗拉赫在成立声明中批评“前所未有的社会分裂，以及伪政治精英与民众之间前所未有的距离”，並呼吁左翼与右翼的反瑪雅·桑杜力量团结。

### 共和黨「摩爾多瓦之心」
弗拉赫於2024年11月5日的新闻发布会上公佈將成立共和黨「摩爾多瓦之心」。共和黨「摩爾多瓦之心」於同月16日舉行創黨大會，並於翌月2日正式註冊。
共和黨「摩爾多瓦之心」計劃參與2025年摩尔多瓦议会选举，並計劃於选举日就摩尔多瓦的永久中立地位发起公民投票。共和黨「摩爾多瓦之心」於2025年7月29日正式與社會主義者黨、摩爾多瓦未來黨共同組成爱国选举集团。

## 意識形態
共和黨「摩爾多瓦之心」自称为秉持保守主义的“中間偏左”政党。根據弗拉赫的說法，共和黨「摩爾多瓦之心」的“绝对优先事项”是确保和平。弗拉赫自称為亲欧派，但强调欧洲是有关社会改革，而“不只是建筑物上悬挂旗幟”的。弗拉赫呼吁保持地缘政治中立，並同時保持与欧洲与俄罗斯的聯繫。弗拉赫在2024年的总统选举中将自己定位为“和平总统”。
弗拉赫亦曾表示共和黨「摩爾多瓦之心」的意识形态反映其总统选举政纲领的要点，包括“结束人口危机、从独裁走向民主、奉行基於国家利益的平衡外交政策、确保司法系統独立与专业、真正打击腐败、发展以投资为基础的经济，並為此制定明确与刺激性的法规、建立有效的社会保障体系、在医疗保健、教育与文化领域採取新政策，确保解决德涅斯特河沿岸衝突”。弗拉赫稱2025年将是“极其困难”的一年，因为能源危機的後果“将為本已贫困的民众带来更大的压力”。

## 批評
部分摩尔多瓦政治学家怀疑弗拉赫是“克里姆林宫的战略的一部分”，並為此伪装成意识形态上亲欧的候选人。行动和团结党國會议员拉杜·马里安將弗拉赫的“摩尔多瓦平台”計劃稱為“克里姆林宫平台”。